# 早ずし
早ずし（早寿司、はやずし）は、酢飯と寿司種を使用する寿司の総称、または、料理である。乳酸発酵を使用するなれずしとは異なり、酢を用いて発酵をするのが特徴である。江戸前寿司やちらし寿司なども酢飯を使うという点で、早ずしに分類される。
早ずしが誕生する以前の日本においては、乳酸発酵を使用するホンナレ、ナマナレといった、なれずしが主体であった。なれずしにおいても発酵期間を短くするために、酒や糀（こうじ）を混ぜる物が存在した。江戸時代中期になると、発酵期間を短くするために、酢を用いる物が誕生した。1689年に刊行された「合類日用料理抄」には「早ずし」という言葉が記載されている。早ずしが誕生してからしばらくすると、箱ずしや起こしずしが誕生している。主に屋台で立ち食いされ、江戸っ子の料理として人気となった。
後に、江戸前と呼ばれる新鮮な魚介類を使用し手早く調理し、調理したてを食べる「江戸前寿司」が誕生した。この調理法は人気となって、日本中に広がりはしなかったが、寿司の主流となった。後には、多くの国で「sushi」と呼ばれる寿司は握り寿司と、握り寿司を元にして各国で派生した寿司を指している。